# Dachstein (hegység)
A Dachstein (más néven Dachstein-masszívum, Dachstein-csoport vagy Dachstein-hegység) az Északi-Alpokhoz tartozó magashegység. Három osztrák szövetségi tartomány határán fekszik: keleten és délen Stájerország, nyugaton Salzburg, középen és északon pedig Felső-Ausztria része. Legmagasabb csúcsa a Hoher Dachstein 2995 méterrel a tengerszint felett, amely egyben Felső-Ausztria és Stájerország legmagasabb hegye is. Az erősen karsztosodott hegység főleg a róla elnevezett dachsteini mészkőből áll, geológiailag az Északi Mészkő-Alpok része, és részben gleccserek borítják. A Dachstein-hegységben található az Északi Mészkő-Alpok legkeletibb és legnagyobb gleccsercsoportja. A terület vízelvezetése nagyrészt a föld alatt történik, és számos nagy barlang szeli át, köztük Ausztria harmadik leghosszabb barlangja, a Hirlatz-barlang, amely több mint 112 kilométer hosszú. A nagyrészt érintetlen, erősen tagolt magassági zonációjú terület számos állat- és növényfajnak nyújt élőhelyet, és nagyrészt természetvédelmi terület. A Dachstein nyitva áll az idegenforgalom előtt a hegyi hüttéknek, a kiterjedt túraösvény-hálózatnak és számos téli sportterületnek köszönhetően. A hegység és Belső-Salzkammergut településtörténetét a hallstatti sóbányászat jellemzi, amelynek kezdete egészen Kr. e. 5000-ig nyúlik vissza. A Dachstein nagy része Salzkammerguttal együtt az UNESCO Világörökség részét képező Hallstatt–dachsteini kultúrtáj része.

## Földrajz

### Fekvése
A Dachstein legnagyobb kiterjedése a nyugati Lammertalban található Lungötz és a keleti Grimmingbach és az Enns összefolyása között 52 kilométer, észak-déli irányban pedig 23 kilométer; teljes területe 772 km². A hegység Ausztria egyik legnagyobb zárt karsztvidéke.
Az elhatárolás követi Stájerország tájszervezését és az Alpesi Szövetség Keleti-Alpok osztályozását. Bár az északi Sarsteint és a keleti Grimminget mély völgyek választják el a fő masszívumtól, mégis a Dachstein hegységéhez tartoznak. Ez eltérhet a hétköznapi szóhasználattól, amelyben a két hegyvonulatot nem számítják a Dachstein részének, és önállóan hivatkoznak rájuk.
A határ a Hallstatt melletti Gosauzwangtól a Gosaubach patak mentén halad Gosauig, majd a Gschütt-hágón át a Rußbach am Paß Gschüttig, onnan pedig a Rußbach mentén a Lammerrel való összefolyásáig. A Lammertal képezi a nyugati határt Lungötzig, majd Marcheggsattelen át Filzmoosig tart. A déli határt a Filzmoos–Ramsau am Dachstein– Weißenbach an der Enns vonal alkotja, az Enns folyó mentén a Grimmingbachhal való összefolyásáig. Innen a keleti határ a Grimmingbach mentén halad Bad Mitterndorfig. Az északi határ Bad Mitterndorftól a Kainischtraunig, majd a folyó folyását követve Bad Ausseeig húzódik, aztán a Pötschen-hágón keresztül a Hallstatti-tóig tart. Közigazgatásilag a terület Gmundeni, Halleini, St. Johann im Pongaui és Liezeni járások között oszlik meg.

### Vonulatok és csúcsok
A Dachstein hegysége egy központi masszívumra (főmasszívum és Dachstein-fennsík) és több peremhegységre oszlik. Az északnyugati Gosaukammot a Filzmoos–Hinterwinkel–Reißgangscharte –Hinterer Gosausee vonal választja el a központi résztől. Az északon elterülő Plassenstock a Plassen-csúccsal a Gosaubach–Plankensteinalm–Echerntal vonal határolja le Hallstatt közelében. Északkeleten a Koppenwinkellacke–Landfriedalm–Ödensee határ választja el a Koppengebirge hegységét a fennsíktól. A Koppentraun áttörésvölgye választja el a Sarsteint a központi masszívumtól. A délkeleti Kemetgebirge szintén önálló peremvidéki csoportot alkot. Távol keleten a Salzabach áttörési völgye választja el a Grimminget a Kemetgebirgétől. Délen található a Scheichenspitz masszívum a névadó Scheichenspitze hegycsúcsával. Délnyugaton a Rötelstein (Rettenstein) a hegység előhegyeivel szintén peremvidékként különül el. 
A Dachstein-hegység csúcsai (válogatás):
| Csúcs               | Magasság |
| ------------------- | -------- |
| Große Bischofsmütze | 2458     |
| Großwand            | 2415     |
| Däumling            | 2322     |
| Mandlkogel          | 2279     |
| Angerstein          | 2100     |

| Csúcs                 | Magasság |
| --------------------- | -------- |
| Hoher Dachstein       | 2995     |
| Torstein              | 2948     |
| Mitterspitz           | 2925     |
| Großer Koppenkarstein | 2865     |
| Hoher Gjaidstein      | 2794     |

| Csúcs           | Magasság |
| --------------- | -------- |
| Scheichenspitze | 2667     |
| Eselstein       | 2552     |
| Sinabell        | 2349     |
| Kammspitz       | 2139     |
| Stoderzinken    | 2048     |

### Topográfia

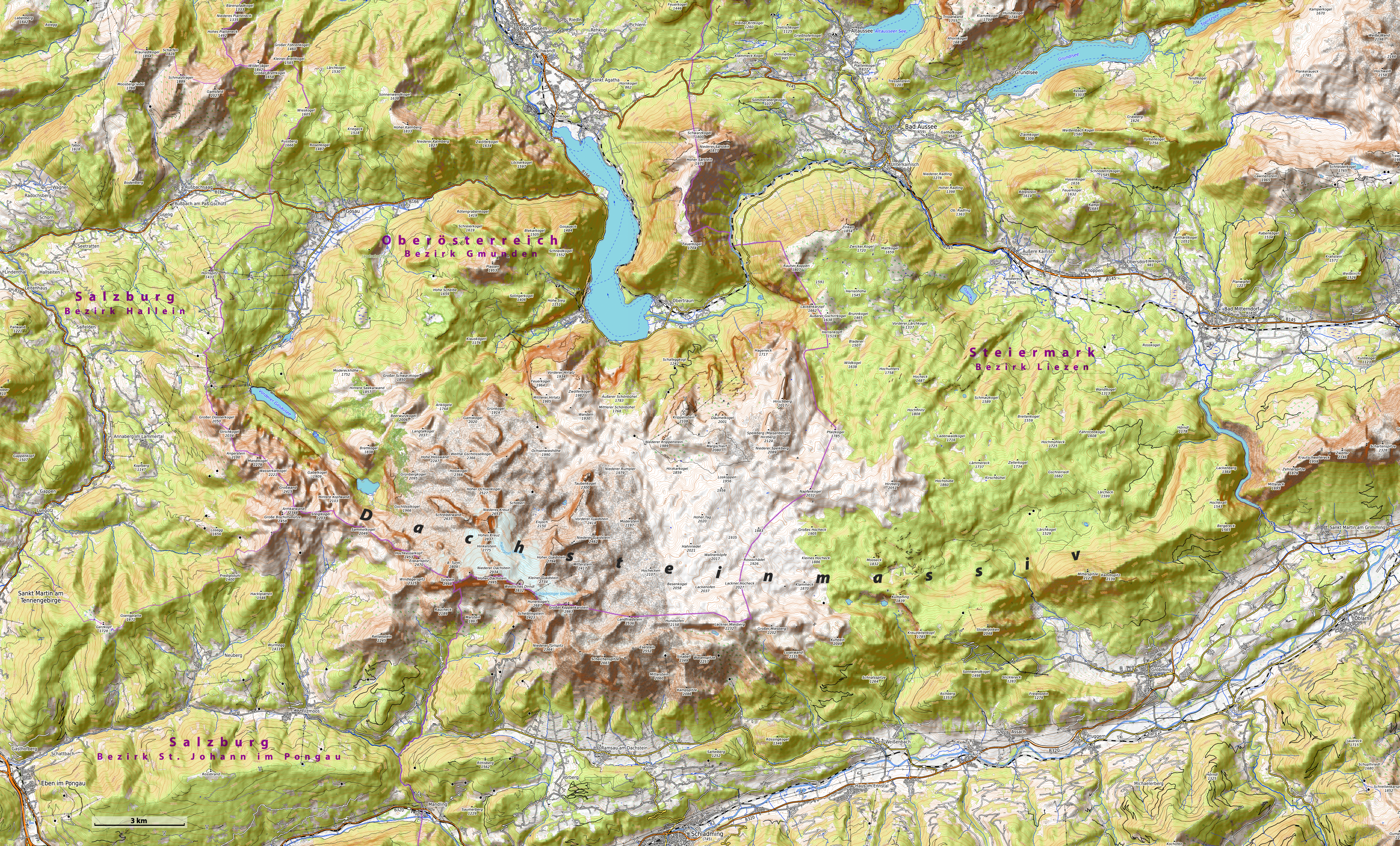
A Dachstein topográfiai térképe

A Dachsteinre jellemző a nagy mészkő karsztplató, amely döntően magashegyi jellegű, de néhány alacsonyhegyi jelleg is megtalálható. A hegység nyugaton a Vorderer Gosausee tótól mintegy 940 méteres tengerszint feletti magasságról meredeken emelkedik a Großer Donnerkogel csúcsáig (2050 m), majd délkelet felé gerincszerűen folytatódik a Gosaukammban. A lejtők nagyon meredekek, sziklásak, és a Große Bischofsmützénél, 2458 méteres tengerszint feletti magasságban van a legmagasabb pontjuk. A Reißgangschartétól a hegység egy nagy fennsíkká szélesedik, amely folyamatosan 2000 méteres tengerszint feletti magasságban marad. A fennsík déli peremén található a hegység három legmagasabb csúcsa: a Hoher Dachstein (2995 m), a Torstein (2948 m) és a Mitterspitz (2925 m). A déli oldal függőleges sziklafalai itt elérik akár az 1000 méteres magasságot is. A csúcsok kelet felé alacsonyabbak lesznek, és az Eselsteinben elérik a 2552 m tengerszint feletti magasságot. Északon az Am Stein-fennsík következik, amely a mintegy 8 km-re lévő Hoher Krippensteinig (2108 m) terjed, és észak felé meredeken lejt a Traun folyó völgyébe (500 m). Az Eselsteintől keletre a hegység meredeken lejt, és Ahornseenél 1500 méteres tengerszint feletti magasság alá esik. A keleti előhegységet a Kemetgebirge gerincszerű vonulata alkotja, amelynek legmagasabb pontja a Kammspitz (2139 m), mielőtt a Salza-víztározó felé lejtene. A masszívum keleti végét a Grimming (2351 m) alkotja. Az egész fennsíkot alpesi jellegű, karrmezőkkel és töbrökkel szabdalt táj jellemzi.

### Gleccserek
A Dachsteinban találhatóa az Alpok legkeletibb és legmélyebbre nyúló gleccserei, valamint az Északi Mészkő-Alpok legnagyobb gleccsercsoportja. A gleccserek nem a jégkorszaki Traun-gleccser maradványai, mivel a holocén legmelegebb időszakában, az akkor még az Atlanti-óceán területén képződő hegység nagy valószínűséggel teljesen jégmentes volt. A mai gleccserek ezután épültek újra. A három legnagyobb gleccser a Hallstatt-gleccser, a Nagy Gosau-gleccser és a Schladming-gleccser. A nagyon kicsi Schneeloch-, Kleiner Gosau- és Nördlicher Torstein-gleccserek még mindig aktív áramlásmozgást és hasadékképződést mutatnak, ami indokolja gleccserként való megnevezésüket. A Dachstein gleccserei a 19. század közepén tapasztalt kiterjedési csúcspontjuk óta folyamatosan visszahúzódnak, kivéve az 1920 körüli rövid időszakokat és a 20. század második felének közepét. A déli Torstein-gleccsert és az Edelgrieß-gleccsert az aktivitás hiánya miatt firnmezőknek vagy holt jégnek lehet nevezni. Az 1850-es gleccser-előrenyomulás jól megőrzött morénamaradványai a jégtavaktól délre és az Adamekhütte közelében található végmorénák.

### Vízrajz
A Dachstein masszívum 35 x 15 km kiterjedésű fő vízgyűjtő területe a nagyon vastag, közel 1000 méternyi dachsteini mészkőben, amely észak felé lejt és erősen karsztosodik. Alatta 1000 méter vastagságú dolomitrétegek találhatók, amelyek felszín alatti vízzárórétegként hatnak. Egy forrás kivételével a legbővizűbb források a (amelyek akár a 12 m³/s hozamot is elérhetik) a hegység északi részén találhatók. A déli részen az alatta lévő dolomitok felszínre törése egy szélesebb sávban terül el, itt azonban nem jellemzőek a források.
A hegység területét gazdag vízkészlet jellemzi. Bőséges vízellátottsága, ami a magas csapadékmennyiségnek köszönhető: a sokéves átlagos éves csapadékmennyiség a Lahn-Hallstatt mérőponton például (510 m tengerszint feletti magasságban) 1725 mm, a Krippenstein  2050 méteres csúcsán pedig  1919 mm. Ez a azonban egyenlőtlenül oszlik el.
A hegység vizeinek nagy részét a Traun észak felé vezeti le. Az Ödensee-Traun, a Traun fontos mellékfolyója az Ödensee felső folyásánál ered. A Gschütt-hágótól a Marcheggsattelig terjedő nyugati terület minden vize a Salzachba ömlik. A Marcheggsatteltől a Grimmingbachig terjedő terület vizei dél felé az Ennsbe torkollanak.
A hegység északi lábánál található a Hallstatti-tó, a Gosau-tavak és az Ödensee. Magasabb fekvésű területeken több lefolyástalan tó található, mint például az Ahornsee, a Grafenbergsee és számos kisebb hegyi tó, mint például a Hirzkarseelein. Az Eisseen a visszahúzódó hallstatti gleccser végmoréna tavai.

### Talajok
Az uralkodó dachsteini mészkőből kiindulva a magaslatokon többnyire csak kőzethatású rendzina talajok tudtak kialakulni. A legtöbb talaj legfeljebb 15 000 éves, mivel a jégkorszakok során a régebbi talajok eltűntek. Régebbi paleotalajok, például vörös agyagtalajok csak a Dachstein-fennsík védett mélyedéseiben találhatók. A legnagyobb területeket a mullban szegény rendzinák foglalják el. Ezek az ásványi anyagokban és humuszban gazdag talajok főként a hegyvidéki részek lejtőin találhatók, szinte valamennyi mészkő- és dolomitsziklán, gyepekben szegény vegyes- és tűlevelű erdők alatt. Az alacsonyabb lejtőkön, kedvező éghajlati viszonyok között több mullképződés fordul elő, és mull-rendzina vagy barna rendzina alakul ki. Ezeken a vastag és termékeny talajokon az alacsony és középhegységi szint vegyes és lombhullató erdei vagy rétek és legelők találhatóak meg. Valódi meszes barna földek vagy meszes barna vályogtalajok csak szórványosan fordulnak elő, kifejezetten kedvező helyeken, mint például a Kogelgassenwaldban a Hinterer Gosausee közelében. Friss, agyagos pszeudoglej is csak kis területeken és csak olyan mélyedésekben fordul elő, amelyeken lucfenyő- vagy jegenyefenyő-erdők nőnek, vagy alpesi legelők terülnek el.

### Barlangok

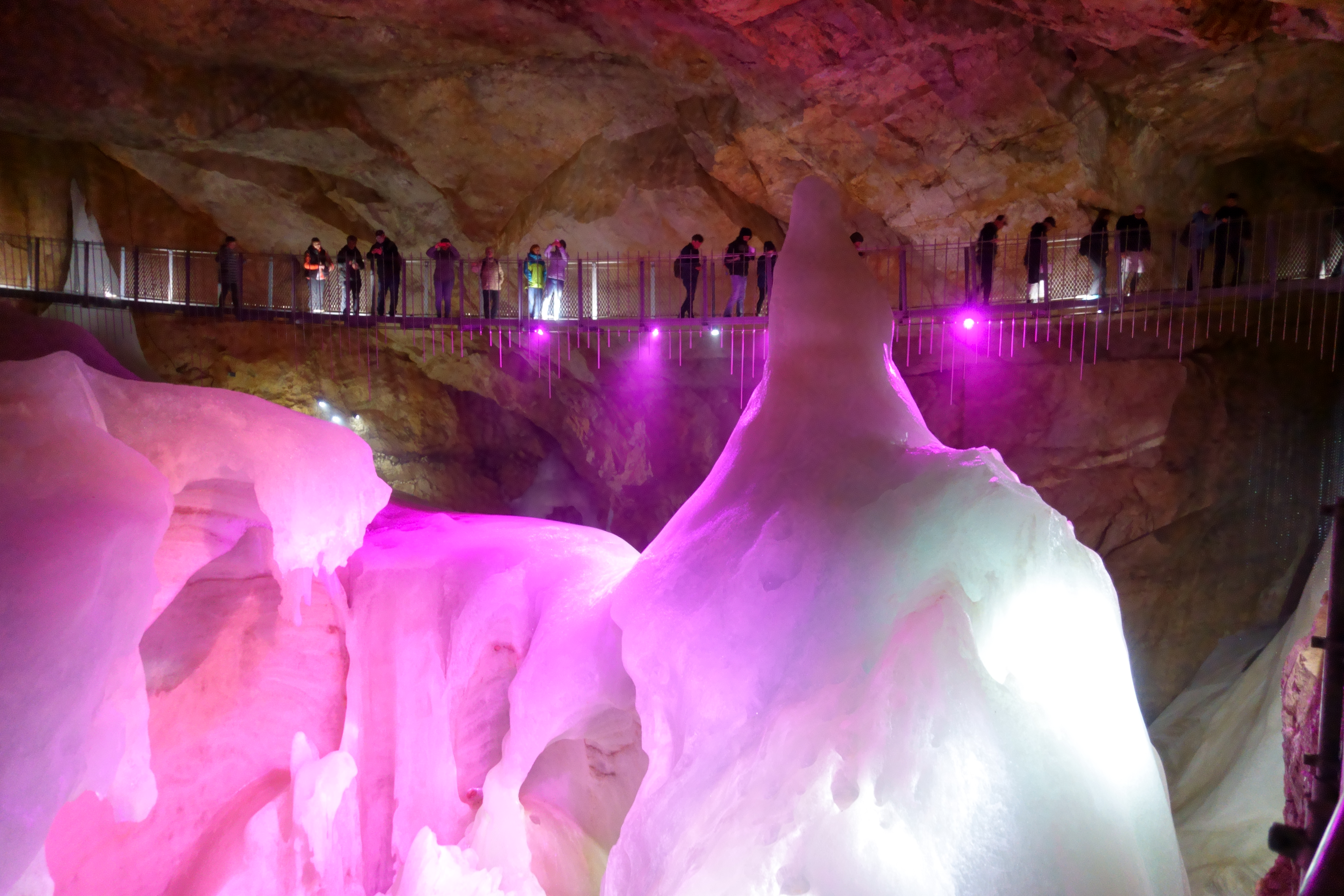
Turisták a Dachstein-Rieseneishöhle jégbarlangjának egyik függőhídján

A könnyen karsztosodó dachsteini mészkő különösen kedvező feltételeket biztosít a barlangok kialakulásához, az egyéb felszíni struktúrákkal együtt. 2002-ben több mint 600 barlangot tartottak nyilván az Osztrák Barlangkatalógus 1540-es (Dachstein) alcsoportjában. A 112 929  méteres Hirlatz-barlang (kat. sz. 1546/7) a térség leghosszabb barlangja és Ausztria harmadik leghosszabb barlangja. Kiemelt jelentőségű a Dachstein-Mammuthöhle (kat. sz. 1547/9), a Schönbergalmon található Dachstein-Rieseneishöhle jégbarlangja (kat. sz. 1547/17) és a Koppenbrüller-barlang (kat. sz. 1549/1), amelyek bemutatóbarlangként a turisták számára is látogathatóak.
Körülbelül 10 millió évvel ezelőtt kezdődött egy olyan időszak, amelyben a középső és keleti Mészkő-Alpok erős kiemelkedésnek voltak kitéve a mai magashegységekig. A kiemelkedés nem volt folyamatos, amint az a barlangrendszerekből is kitűnik. A Dachsteinben a barlangjáratok magassági zónázottsága egyértelmű, három szintre osztható, amely a karsztvízszint korabeli helyzetével függ össze. A Dachstein-fennsík területén a Ruinenhöhlen-szint a korai oligocénben, az alatta lévő Riesenhöhlen-szint a Hirlatzhöhle, Dachstein-Mammuthöhle és -Rieseneishöhle szintekkel a felső miocénben alakult ki. A pliocén-pleisztocén forrásbarlangi szint a közeli Koppenbrüller-barlanggal a mai karsztvízszintet jelzi. A vízszintes barlangjáratrendszerek tektonikus nyugalmi időszakokban alakultak ki, mivel kialakulásukhoz hosszú időre volt szükség. A kettő között gyors kiemelkedési időszakai voltak, amelyek során főként függőleges barlangszakaszok alakultak ki. 1500 méteres és 2000 méteres tengerszint feletti magasságban található a legtöbb barlangbejárat.

## Paleontológia

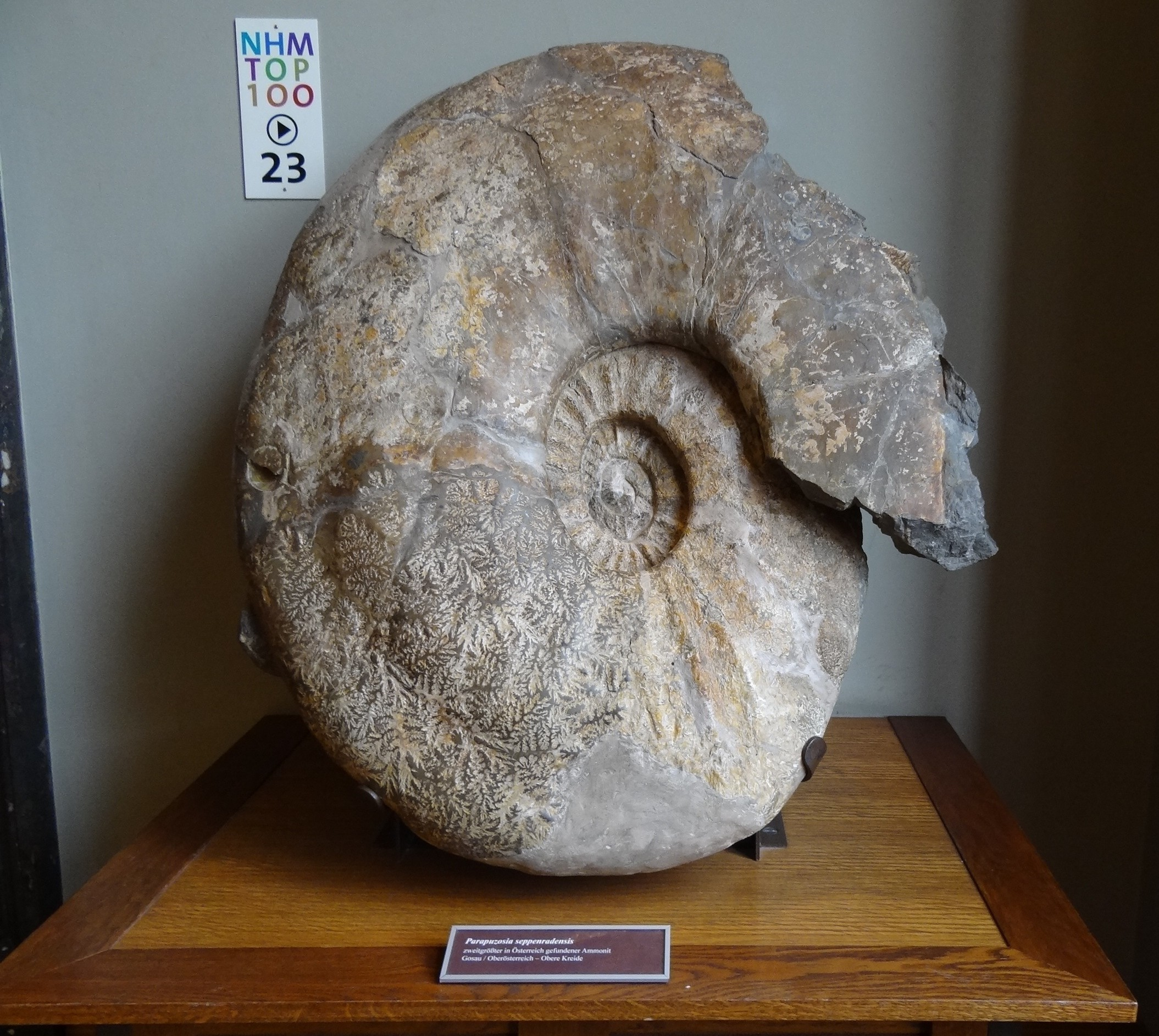
Parapuzosia seppenradensis ammonitesz a Gosau-csoportból a Bécsi Természettudományi Múzeumban: magassága 95 cm, súlya 180 kg.

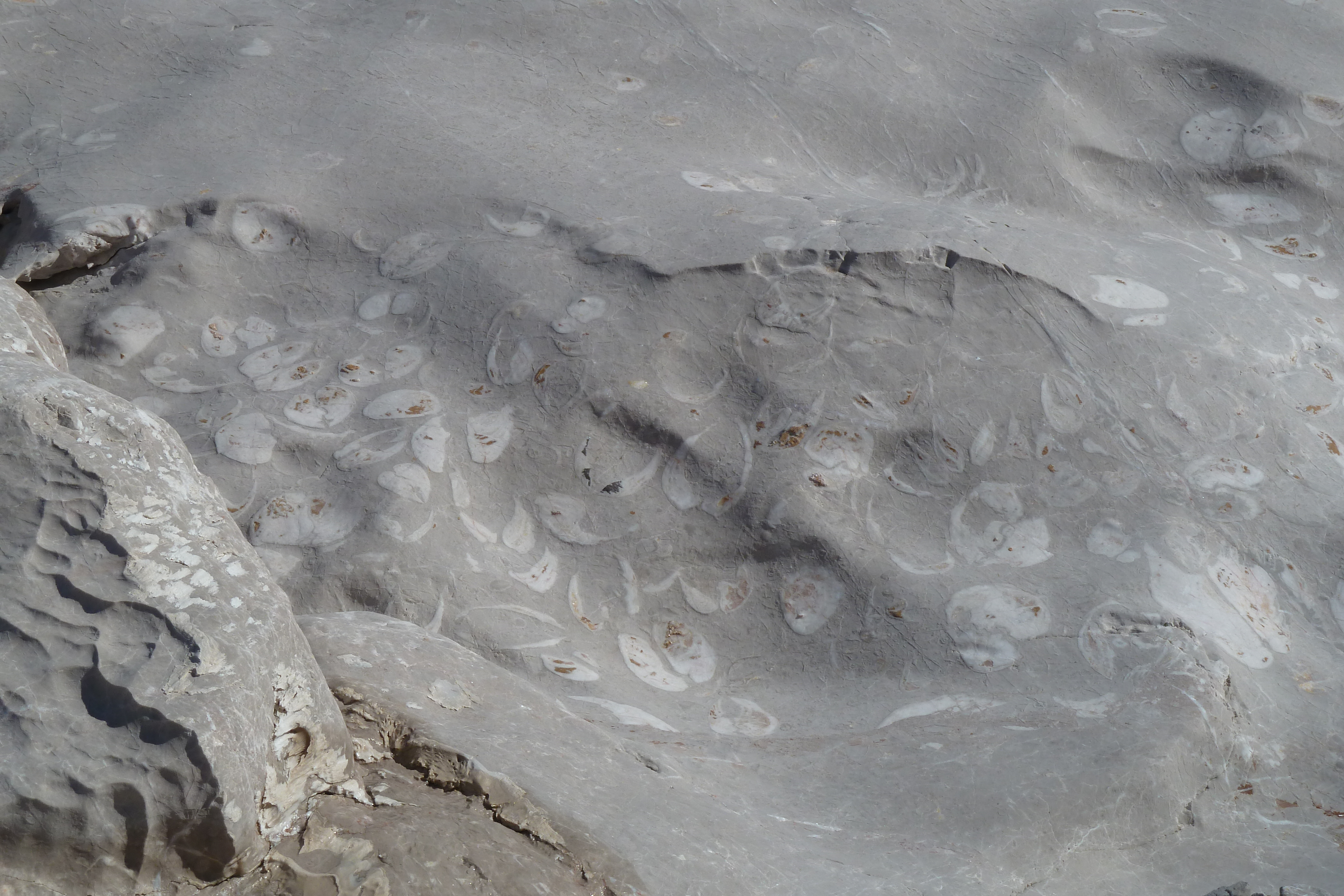
Megalodonták a Nagy-Gosau-gleccser aljánál

A hallstatti mészkő az ammoniteszek virágkorában keletkezett, és a paleontológusok számára a Salzberg-Hochtal környéke a világ egyik legérdekesebb triász kori ammonitesz-lelőhelyének számít. Franz von Hauer 1849-ben írta le a Pinacoceras metternichi fajt mecénása, Klemens Wenzel Lothar von Metternich kancellár tiszteletére. Ezt a munkát tekintik az ausztriai paleontológiai kutatások kezdetének. Edmund Mojsisovics von Mojsvár Das Gebirge um Hallstatt című többkötetes monográfiája a Keleti-Alpok paleontológiájáról szóló legnagyobb műnek számít, és a hallstatti mészkőben található ammoniteszfajok egyedülálló változatosságát írja le.
A dachsteini pados mészkő jellegzetes kövületei az úgynevezett megalodonták, avagy dachsteini kagylóként ismert óriáskagylók csoportja, amelyet több nemzetség, például a Neomegalodus és a Conchodus képvisel. A köznyelvben „Kuhtritte” avagy tehénpata néven emlegetik őket, mivel a két kagylóhéj általában még együtt van, és ezért pataszerű vagy szív alakú keresztmetszetet mutat a kőzetfelszínen. Egy jól ismert fosszílialelőhely a Torstein-Eck közelében található, ahol a Linzer-Weg közvetlenül egy körülbelül egy méter széles, helyenként megszakított, de összesen körülbelül 100 méter hosszú megalodont-parton vezet át, viszont itt a héjfelek már szétváltak és gyakran összetörtek.
A Gosau-csoport kőzetei más fosszíliákban is gazdagok. Különösen az ammoniteszek, a csigák és a kagylók taxonjai fordulnak elő, de inoceramida, echinoida és plankton leletek is előfordulnak, előfordulási helyük a Santoni-Campaniai korszakból származó rétegekben a legjelentősebb. 1971-ben egy erdei út építése során a Gosau településen található Finstergrabenwandlnál került elő a Hochmoos-formációból (Santoni) származó Parapuzosia seppenradensis ammonitesz egy igen nagy példánya. Mintegy 95 cm-es átmérőjével és 180 kg-os súlyával ez a második legnagyobb ammonitesz, amelyet Ausztriában valaha találtak. A lelet a Bécsi Természettudományi Múzeumban tekinthető meg. Az óriás ammonitesz 1979 óta díszíti Gosau község címerét.

## Éghajlat
A Központi Meteorológiai és Geodinamikai Intézet Hoher Krippenstein 2050 méteres tengerszint feletti magasságban létesített meteorológiai állomása pontos adatokat szolgáltat a Dachstein hegységről. Az éghajlati adatok az Északi Mészkő-Alpok hegységeire jellemző hőmérséklet- és csapadékeloszlást mutatják: hűvös nyár sok csapadékkal, valamint csapadékszegény tél. Az éves csapadékmennyiség 1200 mm és 2500 mm között mozog, a csapadékmennyiség nyugatról kelet felé csökken, és a tengerszint feletti magasság növekedésével jelentősen nő, a maximális értékeket a Hoher Dachstein (2995 m) területén éri el. A nyílt, magasabb területeken a nyugati és északnyugati szelek dominálnak, amelyeket gyakran csapadék kísér. Az északi peremen gyakori felhőfelhalmozódás miatt a Hoher Dachstein területén átlagon felüli csapadék hull. A téli hótakaró időtartama 1500 méteres magasságban körülbelül 180 nap, 2500 méter felett pedig 300 nap. A Krippensteinen a téli átlagos maximális hóvastagság 407 cm. A több mint 2000 méteres magasságkülönbség jelentős hőmérséklet-különbségeket eredményez a völgyek és a hegység csúcsvidékei között. Az alacsonyan fekvő Bad Mitterndorfban (803 m) az éves átlaghőmérséklet 5,9 °C, a Krippensteinben pedig 0,9 °C. A völgyekben, például a Trauntalban, az Ennstalban és még a Dachstein kiterjedt fennsíkjának mélyedéseiben is nagy jelentőséggel bírnak az inverziós időjárási viszonyok. Emiatt ősszel gyakran viszonylag enyhe hőmérséklet uralkodik az inverziós ködtakarók felett. A hideg évszakokban az inverziós réteg éppen ellenkezőleg, mérsékli a hőmérsékletet a völgyekben.
| Hónap                                       | Jan.  | Feb.  | Már.  | Ápr.  | Máj.  | Jún. | Júl. | Aug. | Szep. | Okt.  | Nov.  | Dec.  | Év    |
| ------------------------------------------- | ----- | ----- | ----- | ----- | ----- | ---- | ---- | ---- | ----- | ----- | ----- | ----- | ----- |
| Rekord max. hőmérséklet (°C)                | 13,5  | 12,2  | 12,2  | 14,2  | 18,7  | 24,1 | 26,0 | 25,3 | 24,0  | 18,5  | 14,5  | 11,6  | 26,0  |
| Átlagos max. hőmérséklet (°C)               | −2,0  | −2,6  | −0,8  | 1,7   | 6,8   | 9,7  | 12,2 | 12,7 | 9,4   | 6,4   | 1,0   | −1,0  | 4,5   |
| Átlaghőmérséklet (°C)                       | −5,4  | −6,1  | −4,4  | −1,9  | 3,3   | 5,9  | 8,4  | 8,9  | 5,7   | 2,8   | −2,4  | −4,3  | 0,9   |
| Átlagos min. hőmérséklet (°C)               | −8,2  | −8,8  | −6,9  | −4,4  | 0,6   | 3,1  | 5,5  | 6,0  | 3,0   | 0,2   | −5,1  | −7,0  | −1,8  |
| Rekord min. hőmérséklet (°C)                | −28,5 | −24,0 | −25,2 | −16,0 | −11,0 | −5,8 | −3,2 | −7,0 | −7,2  | −15,0 | −20,0 | −24,0 | −28,5 |
| Átl. csapadékmennyiség (mm)                 | 113   | 110   | 160   | 133   | 140   | 219  | 258  | 211  | 156   | 104   | 125   | 124   | 1853  |
| Átl. páratartalom (%)                       | 69    | 74    | 78    | 81    | 77    | 81   | 79   | 76   | 77    | 69    | 72    | 71    | 75    |
| Havi napsütéses órák száma                  | 114   | 126   | 144   | 145   | 205   | 173  | 193  | 205  | 168   | 166   | 103   | 99    | 1842  |
| Forrás: Klimadaten von Österreich 1971-2000 |       |       |       |       |       |      |      |      |       |       |       |       |       |

## Élővilág

### Flóra és vegetáció
A völgytalptól a csúcsvidékekig tartó nagy magasságkülönbségek miatt jelentős a vertikális zonalitás, minden magassági szinten sajátos növényzet alakult ki. A montán zóna a fenyves-bükkös erdők területének felel meg, amely a völgytalptól a tengerszint feletti 1300 méteres magasságig terjed. Körülbelül 1400 méteres magasságtól kezdve az erdőket egyre ritkuló és mozaikos összetétel jellemzi: vegyes lucfenyő- és vörösfenyő-állományok, hegyi törpefenyvesek, magas lágyszárú hegyi rétek és gyepek váltakoznak, és a magasság növekedésével egyre inkább alpesi növényzet váltja őket. A havasi cirbolyafenyők egyes csoportjai még mindig virágoznak 1800 méteres magasságig, ahol a fahatár is található. A keleti alpesi mészkőhegységekre jellemző havasi törpefenyő-öv 2000 méteres tengerszint feletti magasságig emelkedik, a magasság növekedésével egyre inkább felaprózódik, és törpecserjés puszták és alpesi gyepek váltják fel. A felső alpesi zónában a töredezett szegélyű gyeppárnák dominálnak. A legmagasabbra növő növényfajok közé tartozik az fedelékes kőtörőfű (Saxifraga oppositifolia) és a Cerastium uniflorum, amelyek egészen a Hoher Dachstein csúcsáig előfordulhatnak. A Gosau-csoport vizesedésre hajlamos talaja és a részben felette fekvő morénák kedvező feltételeket teremtenek a mocsarak kialakulásához. A Felső-ausztriai mocsárkatalógus 17 mocsarat ír le a Gosau-völgyben.

### Fauna

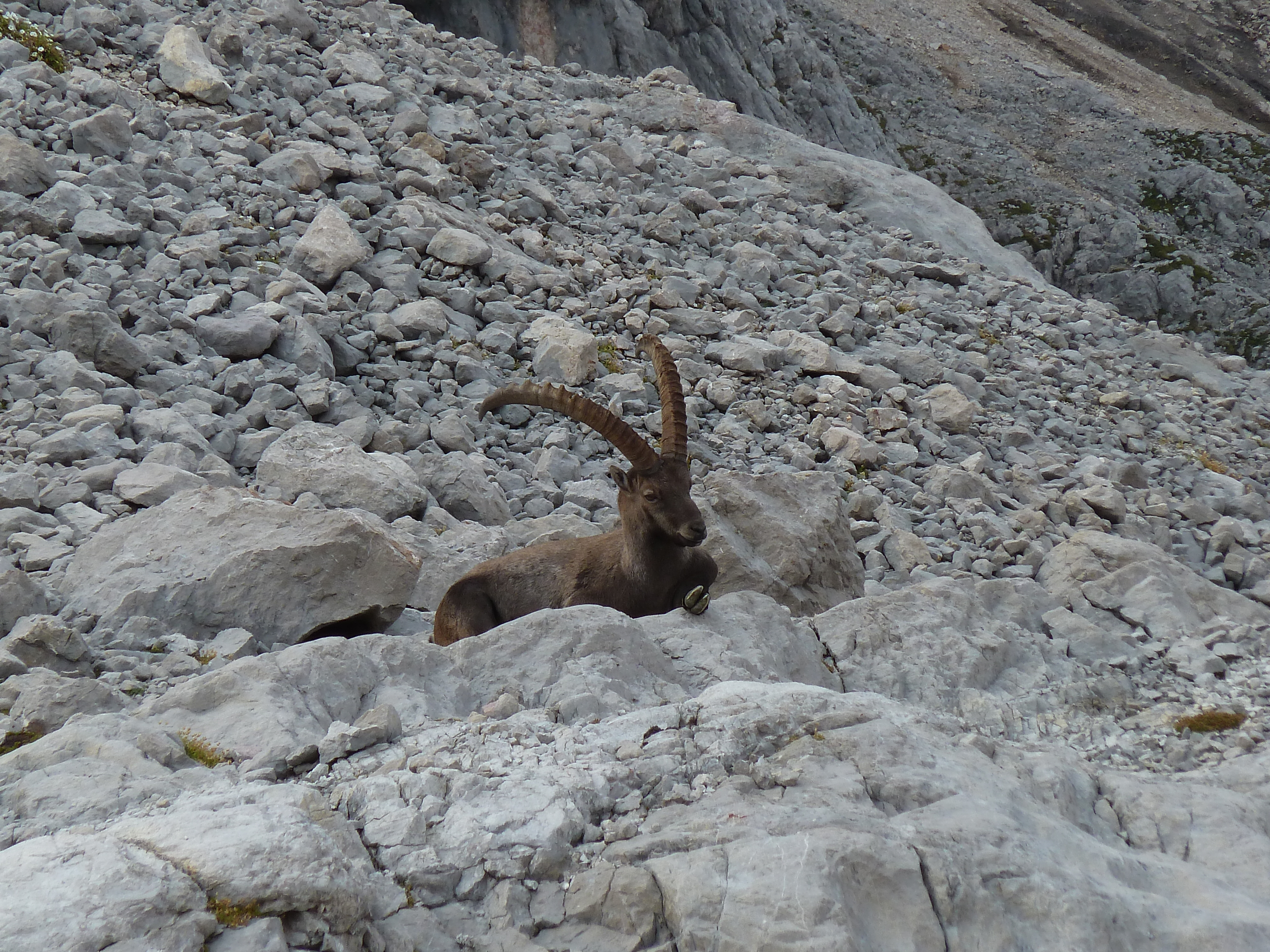
Alpesi kőszáli kecske (Capra ibex) a Hallstatti-gleccser lábánál

A hegység vadfajokban gazdag. A kopár karsztfennsík a zerge menedéke; az állatok nagy egyedsűrűségben fordulnak itt elő. Figyelemre méltó az alpesi kőszáli kecske előfordulása, mivel ez a faj egyetlen populációja Felső-Ausztriában. A Bachlalm területén több kisebb havasi mormota kolónia is található, amelyek mindegyike korábbi visszatelepítésekre vezethető vissza. A havasi nyúl is előfordul a területen.
Az alpesi szalamandrák és az alpesi gőték jónak tekinthető populációkkal rendelkeznek a hegységben, a foltos szalamandra alacsonyabb magasságokban is megtalálható. A sárgahasú unka széles körben elterjedt, jellegzetes élőhelyei a megfelelően legeltetett, tavakkal rendelkező alpesi legelők, ahol gyakran együtt fordul elő az alpesi gőtével. A barna varangy és a gyepi béka szintén nagyobb populációkkal rendelkezik, amelyek az erdők felső határáig is kiterjedhetnek. A hüllőfajok közül az elevenszülő gyík a leggyakoribb, de a közönséges lábatlangyík is elterjedt egészen a magas montán zónáig. Az alpesi tavak környékén gyakran megtalálható a kétéltűek gazdagságából hasznot húzó vízisikló. A keresztes vipera széles körben elterjedt, de csak bizonyos foltokban gyakoribb.
A madarak közül gyakran találkozhatunk havasi csókákkal és hollókkal. Négy fajdfaj őshonos a területen: ezek az alpesi hófajd, nyírfajd, siketfajd és a császármadár. Jellemző faj a verébalakúak közé tartozó havasi szürkebegy és a havasipinty. A Dachsteinben a szirti sas jelentős populációja él.
A hegyi szöcskét (Chorthippus alticola rammei) 2004-ben észlelték először Felső-Ausztriában, Stájerországban és az Északi Mészkő-Alpokban. Különösen a Dachstein-fennsík 1800 és 2000 métere magassága között található füves víznyelőket és törpecserje-közösségeket népesíti be. A faj tényleges elterjedési területe a szlovéniai Karavankák és a Júliai-Alpok.
A troglobionta (barlanglakó) dachsteini vakbogarat (Arctaphaenops angulipennis) a Koppenbrüller-barlangban fedezték fel az 1920-as évek elején, és eddig 23 föld alatti élőhelyet azonosítottak a Dachstein régióban és a közeli Totes Gebirge területén. Ez az endemikus faj egy harmadidőszaki reliktum, amely a jégkorszakok alatti eljegesedést a barlangok mélyén vészelte át.

## Gazdaság

### Mezőgazdaság
A hegységben a mezőgazdaság néhány kivételtől eltekintve a legelőhasználatra korlátozódik. Az alpesi legelőkön többnyire már nem tartanak tejelő teheneket, csak a „Galtvieh” összefoglaló névvel illetett nem tejelő szarvasmarhákat, melyek még vagy nem ellettek, vagy már túl idősek hozzá. A Dachstein magasabb fennsíkjain az alpesi legeltetés már a 17. században bekövetkező kedvezőtlen éghajlati változások miatt megszűnt. A Hallstatti-gleccser egykor elérte a legmagasabb alpesi legelők területét, és véget vetett az ottani alpesi gazdálkodásnak, például a Taubenkarban és az Ochsenwiesben. A schladmingi gazdák 1805-ben még 363 szarvasmarhát és 1416  kisebb állatot tereltek az Am Stein-fennsíkon. A 19. században az éghajlat további romlása miatt az alpesi gazdálkodás ismét erősen visszaesett. A Krippensteinalm és Schönbergalm elnevezések arra utalnak, hogy a földművelés akkoriban elterjedtebb volt, és számos romos kunyhó alapfalai emlékeztetnek erre. Ma már csak a fennsík peremén, többnyire a nagy karsztmélyedésekben, kisebb vízborítással rendelkező alpesi legelők, mint például a Gjaidalm vagy az Ochsenwiesalm művelése folyik. Egyes esetekben kísérleteket tesznek arra, hogy az egykori legelőket revitalizálással újra használhatóvá tegyék. A felső-ausztriai régióban a legtöbb még mindig művelt legelő a Schwarzkogel körüli dombos nyugati részen, Gosau településen található, 1000 és 1500 méteres tengerszint feletti magasságban.

### Erdőgazdálkodás
A Dachstein erdőit évszázados intenzív gazdálkodás jellemzi, ennek hajtóereje hosszú időn keresztül a hallstatti sóbányászat volt. A 16. században évente mintegy 42 700 köbméter fára volt szükség a sótelep lepárlóinak üzemeltetéséhez. Annak érdekében, hogy az erdőket megóvják a nagy igény miatti túlzott igénybevételtől, már 1523-ban kiadták az úgynevezett Auseer Hallamtsordnung rendeletét. Szigorú szabályokat állapítottak meg a fakitermelésre (mennyiség, fajta és hely) vonatkozóan. Különösen a luc- és jegenyefenyő kitermelését helyezték előtérbe, mivel csak ezekkel lehetett a szükséges nagy lángú és nem túl forró tüzet előállítani. A bükkfa lángja túl forró volt, és károsíthatta a főzőedények alját. A sóoldatot szállító csatornahálózathoz vörösfenyőre volt szükség. Ennek következtében a bükk évszázadokon keresztül kiszorult a hegyvidéki vegyes erdőkből, és a tűlevelűeket részesítették előnyben. A terület teljes faipara a lepárlók tűzifájának előállítására összpontosult. Számos völgyet nyitottak meg a faanyagszállítás számára, és összetett gátrendszeré hoztak létre. A 16. század elején épült a Hallstatt-tónál fekvő Seeklause in Steeg duzzasztóműve, amely még ma is létezik. A 16. században a Gosau-völgy hatalmas fakészleteivel a hallstatti sógyár tűzifaigényének mintegy 96%-át biztosította. A felső-ausztriai határ túloldalán lévő erdőket is intenzíven hasznosították. A Rußbachi erdőrészlet a szövetségi erdők 1990-es években történt átszervezéséig a gosaui erdészeti igazgatóság része volt. A Felső-Salzkammergutban tapasztalható fahiány miatt II. Rudolf császár 1595 és 1607 közötti parancsára a hallstatti Salzbergről a régi Bad Ischl-i üzemen keresztül sócsatornát vezettek az új, 1604-ben megnyitott Ebensee-i sólepárlóba, ezzel a hallstatti sólepárló jelentősége csökkent. 1877-ben a salzkammerguti vasútvonal üzembe helyezése lehetővé tette az olcsó lignit szállítását a Hausruck környéki területekről, ami a tűzifára összpontosító erdőgazdálkodás megszűnéséhez vezetett. Ma a Dachstein erdeinek nagy része az osztrák szövetségi erdők tulajdonában van. Az Inneres Salzkammergut üzemterület kezelésében áll a hegység szinte teljes területe, tőle nyugatra a Flachgau-Tennengau üzemhez tartozik Annaberg körzet, délnyugatra a Pongau üzemhez pedig a Filzmoos körzet.

### Bányászat
A Salzwelden sóbánya a Hallstatt melletti Salzberg belsejében található. Különlegessége, hogy ez a világ legrégebbi sóbányája, melyet legalább 7000 éve művelnek. Az altausseei sóbánya és a Bad Ischl mellett ez a harmadik sókitermelő hely Ausztriában, és a Salinen Austria AG üzemelteti. Évente mintegy 840 000 köbméter sót termelnek ki, amelyet a Hallstatt–Bad Ischl–Ebensee-sóvezetéken keresztül az ebenseei sólepárló létesítménybe szállítanak. Az 1607-ben elkészült sóvezeték is a legrégebbinek számít a világon.

### Energiatermelés
A felszíni vizek kis száma és a vízforrások alacsony tengerszint feletti magassága miatt a Dachstein területén a vízerőművek és víztározók által történő villamosenergia-termelés és -tárolás alárendelt szerepet játszik a Közép-Keleti-Alpok hasonló magasságú hegységcsoportjaihoz képest. Ennek ellenére a legnagyobb folyókon néhány jelentősebb erőmű található.
A villamosítás azzal a tervvel indult, hogy a Dachstein lábánál egy víztározó épüljön, ezzel megakadályozzák a völgyben az áradásokat. Végül három erőművet építettek a Gosau-völgy villamosítására; ekkoriban a hasonló területeken az emberek még gyertyafénynél olvastak. Gosau szkeptikus lakói azonban nem könnyítették meg az építő Stern & Hafferl dolgát: magas áron adták el a vízjogokat, és az ingyenes áram mellé 418 villanykörtét is követeltek. A Josef Stern és Franz Hafferl által benyújtott eredeti tervek öt erőművet irányoztak elő egészen a Gosaubach patak Hallstatti-tóba való torkolatáig. Ezek közül végül három épült meg 1907 és 1913 között: A Gosausee , a Gosauschmied és a Steeg erőmű. Ez utóbbi a maga mintegy 16,5 megawattos teljesítményével nemcsak a legnagyobb, de a megépítése is bravúros volt a maga korában. A steegi tárolóerőművet tápláló nagynyomású acél csővezeték 202 méteres eséssel rendelkezik. A Ramsau-hegységen keresztül egy két kilométeres alagút vezette le a vizet a völgybe. Az építkezésen akár 350 embert is foglalkoztattak, sokan közülük a Monarchia déli országaiból érkeztek. Hogy mennyire veszélyes volt a munkájuk, bizonyítja, hogy legalább négy ember halt meg balesetben. Az áram végül gazdasági fellendülést hozott a régiónak: Steegben elektrokémiai gyárat létesítettek, később pedig megépült az elektródagyár. 1910 után gyorsan haladt a környező falvak villamosítása. Nem sokkal az első világháború előtt Salzkammergut belső részén már minden település csatlakozott a villamosenergia-hálózathoz. Később több környékbeli létesítménnyel egészítették ki az energiatermelést.
Ezek közül a mai napig a legnagyobb az Energie AG Gosau tulajdonában álló eredeti erőműcsoport a Gosaubachon, 61 GWh/év normál kapacitással. A mesterségesen felduzzasztott, 23 millió m³ kapacitású Vordere Gosausee az erőműcsoport és a Traun későbbi folyómenti erőművei számára éves tározóként szolgál. A Verbund AG Salza 11 millió m³-es tározója a Salzabachon szintén éves tározóként szolgál, és a salzai tározó erőmű (27 GWh/év), valamint az Enns folyó utána következő erőművei használják. Nagyobb erőművek a Waldbachon (Hallstatt erőmű, 22 GWh/év) és a Kalter és a Warmer Mandling folyók összefolyásánál (Mandling erőmű, 21 GWh/év) találhatók még.

## Térképek
- Alpenvereinskarte Blatt 14 (Dachsteingebirge), 1:25.000; Österreichischer Alpenverein 2012; ISBN 978-3-928777-27-8
- Gerhard W. Mandl: Geologische Karte der Dachsteinregion 1:50.000. szerk.: Geologische Bundesanstalt und Umweltbundesamt. Wien 1998 (geologie.ac.at)

## Fordítás
- Ez a szócikk részben vagy egészben  a   Dachsteingebirge című német Wikipédia-szócikk ezen változatának fordításán alapul.  Az eredeti cikk szerkesztőit annak laptörténete sorolja fel. Ez a jelzés csupán a megfogalmazás eredetét és a szerzői jogokat jelzi, nem szolgál a cikkben szereplő információk forrásmegjelöléseként.